# Кузнєцов Тимофій Федорович
Тимофій Федорович Кузнєцов (4 березня 1923, с. Шалкіно, нині Ульянівська обл., СРСР — 27 квітня 2005, Дніпропетровськ, Україна) — доктор технічних наук, професор, Українського державного університету науки і технологій (УДУНТ), вчений-механік в галузі залізничного транспорту, педагог вищої школи.

## Біографія
Тимофій Федорович Кузнєцов народився 4 березня 1923 року в селі Шалкіно, Павлівського району, Ульяновської області, Росія, в сім'ї спадкових ковалів.
- У 1938 році сім'я переїхала до Ташкенту.
- У 1941 році вступає до Ташкентського інституту інженерів залізничного транспорту (ТашІІТ). Під час війни до Ташкенту було евакуйовано Харківський інститут інженерів залізничного транспорту (ХІІТ).
- У 1944 році ХІІТ повертається до України. Студент Кузнєцов Т. Ф. переїзджає до Харкова для продовження навчання.
- У 1945 році Кузнецов Т. Ф. з відзнакою закінчує Харківський інститут інженерів залізничного транспорту (ХІІТ), отримує кваліфікацію інженера-механіка та залишається працювати асистентом на кафедрі рухомого складу ХІІТу.
- Трудова діяльність Т. Ф. Кузнєцова нерозривно пов'язана з транспортними закладами вищої освіти країни.
- В 1954 році захищає кандидатську дисертацію та отримує ступінь кандидата наук (23.06.1954).
- В 1964 році захищає докторську дисертацію на тему «Теория и расчет процесса впрыска вязкого топлива в двигателях внутреннего сгорания тепловозного типа», здобуває ступінь доктора технічних наук (23.04.1966), а в 1967 році затверджений у званні профессора.
- З 1966 року працює професором, а з 1971 року — завідувачем кафедри «Локомотивів» ХІІТу.
- У 1976 році на базі ТашІІТу створюється Алма-Атинський інститут інженерів залізничного транспорту (АлІІТ) і Тимофій Федорович Кузнєцов призначається першим ректором новоствореного інституту.
- У 1982 році Кузнєцов Т. Ф. був направлений до Дніпропетровського інституту інженерів залізничного транспорту (зараз УДУНТ) на посаду професора кафедри «Локомотиви».
- У 1983–1989 роках працює завідувачем кафедри «Локомотиви», а після виходу на пенсію — професором кафедри.

## Науково-дослідницька діяльність
В ХІІТі створює науково-дослідну лабораторію тепловозів, яка вважається однією з провідних у галузі локомотивного господарства країни.
В АлІІТі створює лабораторію надійності локомотивів, проводить роботу з організації навчального процесу та розвитку матеріально-технічної бази інституту.
Професор Т. Ф. Кузнєцов автор та співавтор 10 книг та 130 наукових праць у галузі надійності локомотивів, дослідження робочого процесу тепловозних дизелів, удосконалення електричного обладнання та електропередач локомотивів.
Обраний дійсним членом Транспортної Академії України (21.04.1995)

## Викладацька діяльність
У 1957–1958 роках Кузнєцов Т. Ф. передає досвід навчання студентам залізничних спеціальностей у Китаї.
За роки роботи в ХІІТі підготував 25 кандидатів технічних наук і 4 доктори наук.
В ДІІТі під його керівництвом 8 аспірантів підготували та захистили дисертації на здобуття наукового ступеня кандидата технічних наук, 2 кандидати технічних наук захистили дисертації на здобуття ступеня доктора технічних наук.

## Громадська діяльність
У 1977–1982 роках обирався депутатом міськради м. Алма-Ати.

## Коло наукових інтересів
Основні наукові напрямки роботи — дослідження проблеми удосконалення та підвищення економічності тепловозів. Формулювання гідродинамічних основ і розробка інженерних методів розрахунку процесу впорскування в'язкого палива із врахуванням конструктивних особливостей паливоподавалювальних систем і фізичних властивостей палива.

## Нагороди
- Знак «Почесний залізничник»
- Іменний годинник МШС

## Вибрані публікації
1. Кузнецов, Т. Ф. Теория и расчет процесса впрыска вязкого топлива в двигателях внутреннего сгорания тепловозного типа: авт. дис. д.т.н. / Т. Ф. Кузнецов. — Х., 1964. — 30 с. — (ХИИТ)
2. Электропередачи тепловозов на переменно-постоянном токе / И. К. Колесник, Т. Ф. Кузнецов, В. И. Липовка. — М. : Академкнига, 2005. — 156 с. — Библиогр.: с. 153—154. — ISBN 5-94628-209-3
3. Кузнецов, Т. Ф. Электрическое оборудование тепловозов / Т. Ф. Кузнецов. — М. : Трансжелдориздат, 1959. — 255 с.
4. Сборка и испытание тепловоза ТЭ10 / Т. Ф. Кузнецов, А. И. Кагановский, З. М. Гесюк. — М. : Машиностроение, 1966. — 267 с. : ил., схем.
5. Тертычко, Н. А. Новый магистральный тепловоз ТЭ3 / Н. А. Тертычко, Т. Ф. Кузнецов. — Москва: Трансжелдориздат, 1956. — 95 с.
6. Тертычко, Н. А. Тепловоз ТЭ2. Устройство, уход и ремонт / Н. А. Тертычко, Т. Ф. Кузнецов. — 2-е изд., испр. и доп. — Москва: Трансжелдориздат, 1956. — 360 с.
7. Кузнецов, Т. Ф. Теория и расчет процесса впрыска вязкого топлива в двигателях внутреннего сгорания тепловозного типа: авт. дис. д.т.н. / Т. Ф. Кузнецов. — Х., 1964. — 30 с. — (ХИИТ)
8. Электропередачи тепловозов на переменно-постоянном токе / И. К. Колесник, Т. Ф. Кузнецов, В. И. Липовка. — М. : Академкнига, 2005. — 156 с. — Библиогр.: с. 153—154. — ISBN 5-94628-209-3
9. Кузнецов, Т. Ф. Электрическое оборудование тепловозов / Т. Ф. Кузнецов. — М. : Трансжелдориздат, 1959. — 255 с.
10. Сборка и испытание тепловоза ТЭ10 / Т. Ф. Кузнецов, А. И. Кагановский, З. М. Гесюк. — М. : Машиностроение, 1966. — 267 с. : ил., схем.
11. Капіца, М. І. Рухомий склад, його експлуатація та ремонт: Метод вказівки до виконання курс. роботи / М. І. Капіца, Т. Ф. Кузнєцов. — Дніпропетровськ: ДІІТ, 1997. — 31 с. : табл., іл. — (ДІІТ. Каф. Локомотиви)
12. Кузнєцов, Т. Ф. Електричні передачі локомотивів: Метод. вказівки до курс проекту. Для студ. денної і заоч. форм навч. / Т. Ф. Кузнєцов, М. І. Капиця. — Дніпропетровськ: ДІІТ, 1994. — 44 с. : табл., іл. — (ДІІТ. Каф. Локомотиви)
13. Кузнєцов, Т. Ф. Визначення впливу розсіювання термінів служби деталей та вузлів на систему утримання локомотивів / Т. Ф.  Кузнєцов, В. О. Крячко, Д. В. Бобир // Вісник Східноукраїнського нац. ун-ту ім. В. Даля. — 2003. — № 9(67), Вип. 2 : Технічні науки. Сер. Транспорт. — С. 179—182.
14. Повышение эксплуатационной надежности тепловозов с гидравлической передачей / Т. Ф. Кузнецов, Б. Е. Боднарь, В. М. Лящук и др. // Повышение эффективности эксплуатации локомотивов и совершенствование их конструкции: Межвуз. сб. науч. тр. / Ростов. ин-т инж. ж.-д. трансп. — Ростов н/Д, 1988. — С. 105.